# Schwachmatikus
Schwachmatikus oder Schwachmatiker, heute hauptsächlich Schwachmat, ist ein Ausdruck, der ursprünglich aus der Studentensprache stammt, später aber in den allgemeinen Sprachgebrauch übernommen wurde. Mit diesem Wort wird scherzhaft ein geistig oder körperlich schwächlicher Mensch bezeichnet oder einer, der zaghaft ist und sich selbst nichts zutraut. 
Das Wort ist wohl um das Jahr 1700 herum im akademischen Umfeld entstanden. Als Vorbild für die Wortbildung dürften Ausdrücke wie mathematicus, rheumaticus oder phlegmaticus gedient haben. In der heutigen Zeit gilt der Ausdruck „Schwachmat“ überwiegend als Beleidigung.

## Literarische Verwendungen im 19. Jahrhundert
In seinem im Jahr 1895 in Straßburg erschienenen Buch über die Studentensprache vermutet der Sprachwissenschaftler Friedrich Kluge, dass der Ausdruck Schwachmatikus in Anlehnung an das Wort Pfiffikus entstanden sei. Friedrich Kluge bezieht sich dabei auf einen Vortrag von John Meier über die Studentensprache in der Stadt Halle, der die Wortentstehung für das frühe 19. Jahrhundert ansetzt, da der Schriftsteller Friedrich Christian Laukhard es mehrfach in seinen akademischen Romanen verwendet.
Theodor Heinsius erläutert das Wort in seinem Volkstümlichen Deutschen Wörterbuch aus dem Jahr 1822 im vierten Band mit der Umschreibung „ein schwacher Held“ und vermerkt, dass es sich um „ein Scherzwort des gemeinen Lebens“ handele. Im ersten Drittel des 19. Jahrhunderts dürfte das Wort also auch schon im nicht-akademischen Umfeld verwendet worden sein.
Im neunten Band des Wörterbuches der Brüder Jacob und Wilhelm Grimm aus dem Jahr 1899 findet sich eine Belegstelle für das Wort aus dem Jahr 1820.
Einen früheren literarischen Beleg aus dem Anfang des 19. Jahrhunderts bringt der Hamburger Buchhändler Friedrich Perthes im zweiten Band seiner Zeitschrift Vaterländisches Museum aus dem Jahr 1811. Er veröffentlichte in diesem Band unter dem Titel Der Schwachmaticus und seine vier Brüder & c. Bruchstück eines Romans von Wilhelm Tischbein ein Romanfragment des Malers Wilhelm Tischbein. Möglicherweise handelt es sich bei diesem Fragment um einen Teil des von Tischbein geplanten Romans mit dem Titel Eselroman, denn mit dem Verfassen dieses Buches war Tischbein noch im Jahr 1818 beschäftigt. In diesem Buch wollte Tischbein, so wird in der romantischen Göttinger Zeitschrift Wünschelruthe aus dem Februar des Jahres 1818 berichtet, „seine Ansichten von Leben und Kunst einweben“. Aus dem von Friedrich Perthes veröffentlichten Fragment geht allerdings nicht hervor, welche Person den „Schwachmatikus“ darstellt oder warum sie als solcher bezeichnet wird.
In der ersten Auflage des Wörterbuches zur Erklärung und Verdeutschung der unserer Sprache aufgedrungenen fremden Ausdrücke: ein Ergänzungsband zu Adelungs Wörterbuche von Joachim Heinrich Campe aus dem Jahr 1801 wird das Wort ebenfalls aufgeführt, was die allgemeine Bekanntheit des Begriffes schon zu Beginn des 19. Jahrhunderts beweist.

## Literarische Verwendungen im 18. Jahrhundert
In dem dramatischen Pasquill mit dem Titel Doktor Bahrdt mit der eisernen Stirn, oder die deutsche Union gegen Zimmermann. Ein Schauspiel [...] von Knigge aus dem Jahr 1790, das von August von Kotzebue verfasst wurde, befindet sich das Wort Schwachmatikus in einer Aufzählung von Schimpfwörtern, die Doktor Bahrdt gegenüber Johann Georg Zimmermann und seinem Buch Fragmente über Friedrich den Grossen äußert. Zimmermann war der letzte Arzt Friedrichs des Großen und veröffentlichte sein Buch im Jahr 1790.
Viele der bei Kotzebue aufgeführten Schimpfwörter sind aus der Schrift Mit dem Herrn von Zimmermann … deutsch gesprochen übernommen, die im Jahr 1790 von dem Theologen Karl Friedrich Bahrdt verfasst wurde. Bahrdt schreibt darin unter anderem, dass Johann Georg Zimmermann in der Angst gelebt habe, Friedrich der Große werde ihn „gleich den ersten Tag für einen Schwachmatikus erkennen und wieder entlassen“.
Ein weiterer Beleg für die Verwendung des Wortes befindet sich in dem Gedicht Hört, Enkel, hört unglaubliches Bemühn! von Gottfried August Bürger. Er beschreibt in seinem Gedicht aus dem Jahr 1787 auf humoristische Art die Entstehung eines Festliedes, das er zur Fünfzigjahrfeier der Göttinger Universität verfasst hatte. Er schildert, dass jeder, der aufgefordert wird den Ruhmeswagen der Georgia Augusta zu ziehen, sich dieser Ehre entziehen möchte. Eberhard Habernickel, ein Privatdozent und Rechtsanwalt, entschuldigt sich damit, er sei ein Schwachmatikus „… kaum stärker als zwei Bienen,/vom Wurme durch und durch zernagt bis auf den Kern,/Der alle fünfzehn Schritt verschnaufen muss im Grünen.“
In der im Jahr 1747 erschienenen Gedichtsammlung Nebenstündiger Zeitvertreib in Teutschen Gedichten, die Christoph Friedrich Wedekind unter seinem Pseudonym Crescentius Koromandel veröffentlichte, befindet sich ein Gedicht mit dem Titel Das Jungfern-Protocoll. In diesem als Prozess gestalteten Gedicht tritt Cupido als Ankläger auf und klagt vor dem Hymen, dass die Mädchen sich gegenüber ihren Verehrern launisch und eigensinnig verhielten. Als Beleg für seine Anklage zitiert er Äußerungen von jungen Mädchen wie zum Beispiel: „Barmhertziger Schwachmatikus/Erwiedert Gertrud mit Verdruss,/Was sucht der Herr an meiner Schürtzen,/Ein andermahl werd ich ihn würtzen.“ Der Ausdruck Schwachmatikus wird hier in einer Weise verwendet, als würde ein Heiliger in einer Anrufung um Hilfe gebeten, ist aber auch als herabsetzende Einschätzung des Verehrers zu verstehen.
Christoph Friedrich Wedekind war zu der Zeit, als er seine Gedichtsammlung veröffentlichte, als Sekretär des Prinzen Georg Ludwig von Holstein-Gottorp angestellt und hielt sich in studentisch-akademischen Kreisen in der Nähe von Danzig auf. Später stand er als Hofrat am Hof des Fürstbischofes von Lübeck, in Eutin in Diensten von Friedrich August, dem Bruder Georg Ludwigs. Wedekind hatte seine Gedichtsammlung im Jahr 1752 von Eutin aus an die „Deutsche Gesellschaft“ in Göttingen gesandt und in Eutin hatte auch Wilhelm Tischbein sein Romanfragment geschrieben. Tischbein lebte vom Jahr 1808 bis zu seinem Tod im Jahr 1829 in dieser Stadt.
Da Christoph Friedrich Wedekind, dessen Gedicht den bisher ältesten Beleg für ein Auftreten des Wortes liefert, in den Universitätsstädten Helmstedt und vermutlich vorher in Rinteln studiert hatte, kann mit einiger Wahrscheinlichkeit angenommen werden, dass das Wort Schwachmatikus ursprünglich um das Jahr 1700 in akademischen Kreisen des heutigen Niedersachsens entstanden ist.